# Vasaloppet 1938
Vasaloppet 1938 hölls söndagen 6 mars 1938 som det 15:e loppet i ordningen. Elias Nilsson från Östersund vann på tiden 5:48:28.

## Loppet
Skidfabriksarbetaren Elias Nilsson från Östersund hade aldrig åkt längre än fem mil, men ledde Vasaloppet 1938 från start till mål. Storfavoriten Arthur Häggblad var trea i mål men blev diskad för att bytt ut sina felvallade skidor vid Mångsbodarna. Sträckan mot Evertsberg var nu flyttad från väg till terrängen.
Kranskullan var Majt Sundin.

## Resultat
| Plac | Namn           | Klubb            | Mål     |
| ---- | -------------- | ---------------- | ------- |
| 1    | Elias Nilsson  | Östersunds Sk    | 5:48:28 |
| 2    | Lars Stenberg  | Bollnäs G & If   | 5:54:32 |
| 3    | Hilding Olsson | Skellefteå Aik   | 6:00:55 |
| 4    | Evert Svensson | Ytterhogdals If  | 6:02:54 |
| 5    | Alvar Hägglund | Skellefteå Aik   | 6:03:06 |
| 6    | Erik Larsson   | Sälens If        | 6:03:34 |
| 7    | Axel Bergström | Ik Sport, Hofors | 6:04:23 |
| 8    | Axel Morell    | Ifk Mora         | 6:05:04 |
| 9    | S Lundström    | S & Ik Hellas    | 6:06:53 |
| 10   | Karl Böhlmark  | Ifk Västerås     | 6:06:58 |